# Heiloo
Heiloo  è una municipalità dei Paesi Bassi di 22 459 abitanti situata nella provincia dell'Olanda Settentrionale.

## Santuario di Onze Lieve Vrouw ter Nood
Heil – loo, il bosco sacro. A poche centinaia di metri dall'odierno santuario si trova una fonte d'acqua che forse Willibrordo, il primo evangelizzatore di queste terre, usava per battezzare nell'ottavo secolo. Doveva trattarsi di una fonte sacra preesistente, che secondo il metodo missionario dell'epoca è stata cristianizzata. Così il bosco sacro da pagano divenne cristiano. 
Alla fine del 1300 due leggende si incrociano: il ritrovamento misterioso di una statua di legno di Maria, che una volta prelevata tornava sempre al suo posto, vicino a una fonte d'acqua nel bosco. E un commerciante di Alkmaar in pericolo di vita che in mare aperto durante una tempesta invoca l'aiuto di Maria, e ode una voce: 'Als ge mij gaat eren zal de wind gaan keren', se mi darai onore, il vento sarà a tuo favore! Così, salvato dalle onde, il navigatore edificò la prima cappella a Maria lì dove fu ritrovata la statuetta di legno. Sulla fonte d'acqua fu costruito un pozzo. Il salvataggio miracoloso è origine del titolo di Onze Lieve Vrouw ter Nood, Nostra Signora della Necessità.
Al tempo della riforma protestante la cappella fu distrutta e il pozzo ricoperto. Un gesto simbolico: la fonte d'acqua viva che per intercessione di Maria veniva a dissetare l'Olanda viene chiusa. 
Nel 1713 il grande miracolo: durante una epidemia di peste bovina, che minacciava di gettare sul lastrico i già poveri contadini olandesi, un gruppo di devoti, fedeli alla devozione popolare alla Madonna, si recano sul luogo del Santuario oramai distrutto e si mettono in preghiera. 
Alle loro spalle ricomincia a sgorgare acqua dalla fonte. Un grande segno: nonostante la persecuzione che soffoca la Parola di Dio, l'intercessione di Maria è più potente e l'acqua erompe.  
Nei secoli successivi la fonte viene di nuovo dimenticata, e poi agli inizi del novecento, al tempo dell'emancipazione del cattolicesimo olandese, ritrovata e onorata con la costruzione della nuova cappella in stile Liberty dell'epoca. Accanto doveva sorgente un'imponente basilica, che però non fu mai portata a termine, mentre rimane la struttura provvisoria in legno — ormai da più di cento anni — che fu edificata per accogliere i numerosi pellegrini.